# Bladpootrandwants
De bladpootrandwants of bladpootwants (Leptoglossus occidentalis) is een randwants uit de onderorde wantsen.

## Algemeen
De bladpootrandwants is een exoot in Europa die oorspronkelijk uit Amerika komt. De laatste jaren worden ze steeds meer waargenomen in België en Nederland. In België wordt de soort sinds 2006 waargenomen en in Nederland sinds 2007.
In zijn oorspronkelijke verspreidingsgebied voedt de bladpootrandwants zich zijn gehele leven met het sap van de zich ontwikkelende kegels van coniferen. Hierdoor verdorren de zaden en ontwikkelen de kegels zich vaak niet volledig, hij wordt dan ook soms beschouwd als een plaaginsect in Noord-Amerika. De Engelse naam voor de bladpootrandwants is dan ook de Western Conifer Seed Bug.
Ze komen voor in bossen maar soms worden ze ook weleens in achtertuinen gevonden. Hun primaire verdediging is het afscheiden van een bitter, onwelriekend vocht, maar soms kunnen ze ook juist aangenaam naar appels, bananen of dennen ruiken. Echter, als ze ruw wordt behandeld zullen ze proberen te steken met hun steeksnuit (rostrum), al zijn ze nauwelijks in staat om letsel te veroorzaken bij de mens. De steeksnuit is voornamelijk gemaakt om plantensap te zuigen en niet om bijvoorbeeld gif te injecteren.

## Uiterlijk
De bladpootrandwants heeft een lengte van gemiddeld 20 mm en heeft een zwarte kop, rode ogen en een donkerrode streep precies dwars door de kop. De antennen zijn ongeveer 15 mm lang en rood-oranje gekleurd. Het pronotum is donkerrood en in het midden geel met zwarte vlekken. Het scutellum is vrij klein en is donkerrood. Verder is het gehele lichaam rood-oranje. Op het corium zitten nog opvallende witte strepen die vaak op een 'h' lijken. De randen van het achterlijf zijn zwart met wit-geel en het membraan is doorzichtig bruin. De naamgeving vloeit voort uit de vorm van de achterpoten: de bovenkant van het onderbeen lijkt op een blad.

## Vliegtijd
De bladpootrandwants wordt het hele jaar aangetroffen, maar voornamelijk van augustus tot oktober. In het najaar zoeken de volwassen individuen een plek op om te overwinteren, bijvoorbeeld binnenshuis. De soort staat in Noord-Amerika bekend als plaagdier, omdat de soort in grote aantallen in huis kan komen.

## Afbeeldingen

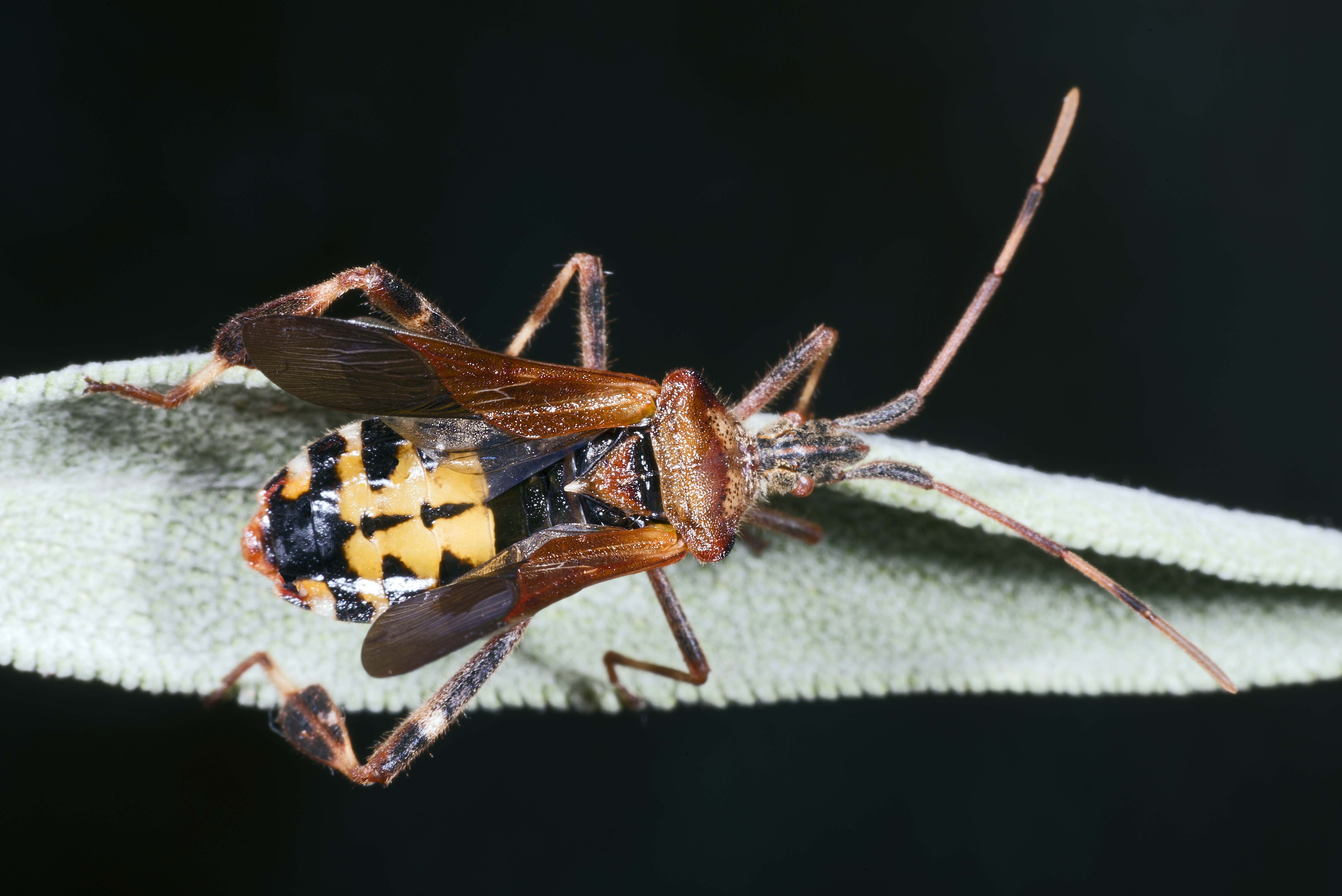
vleugels gespreid
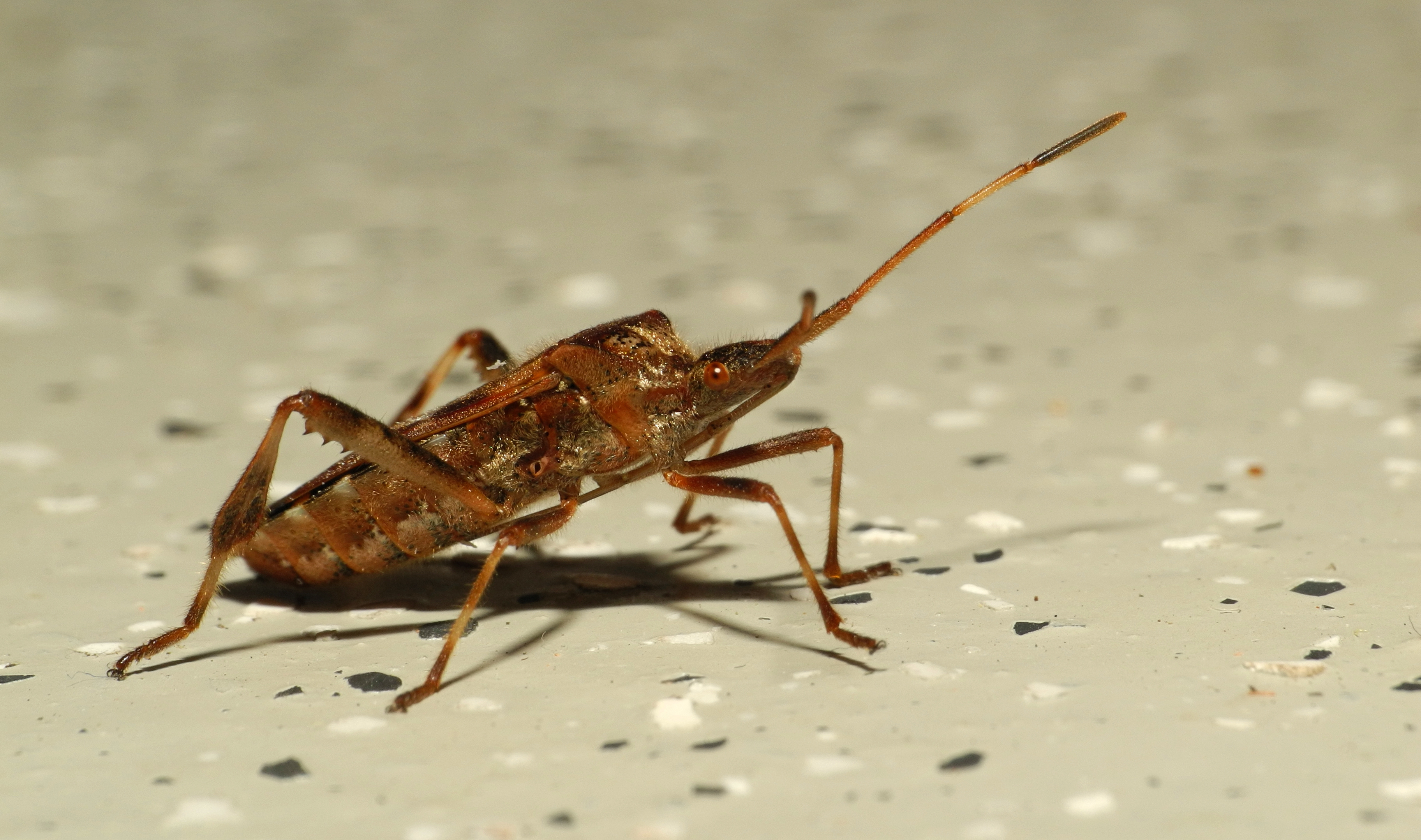
zijkant
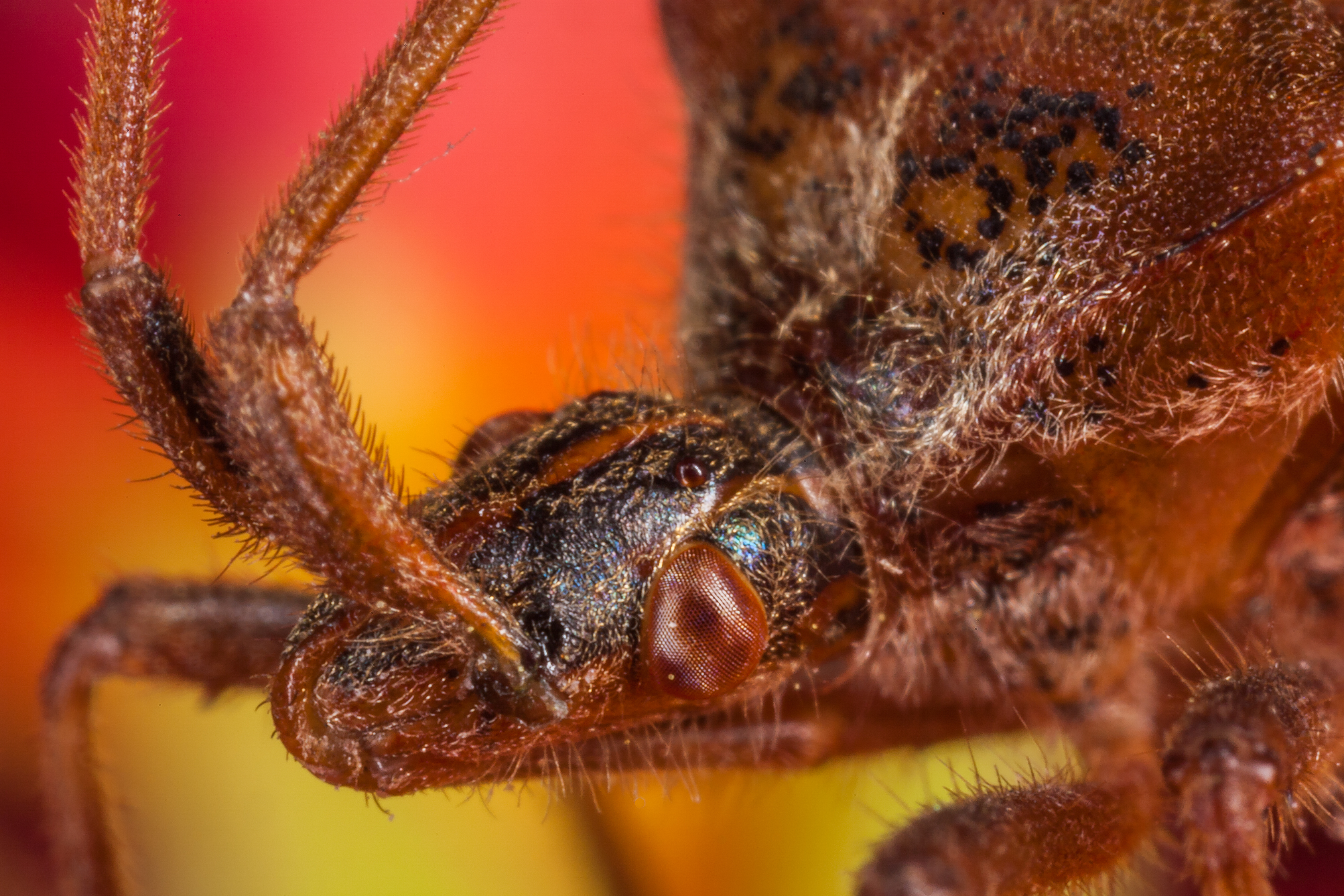
detail van kop
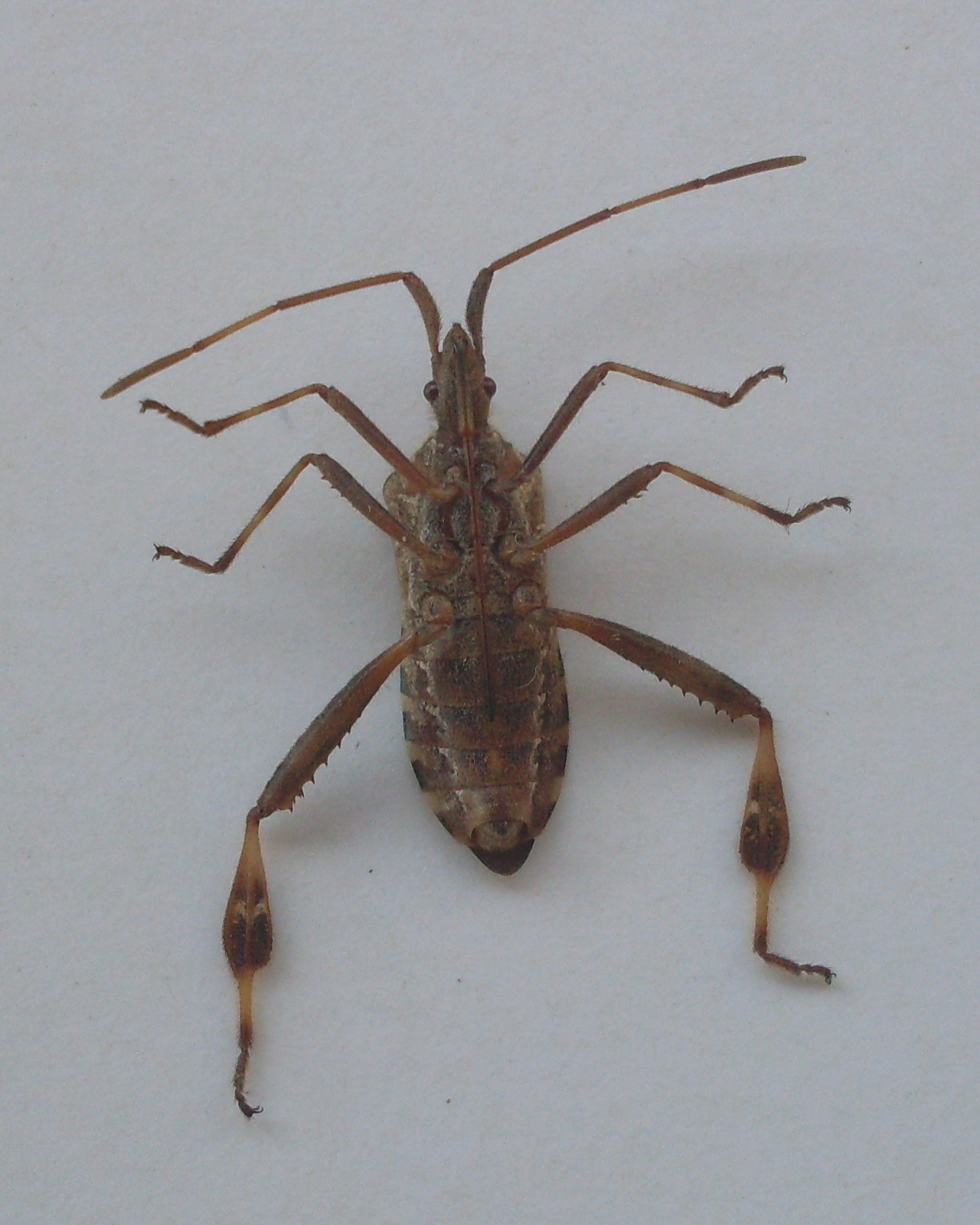
onderkant